# Schaduwhal

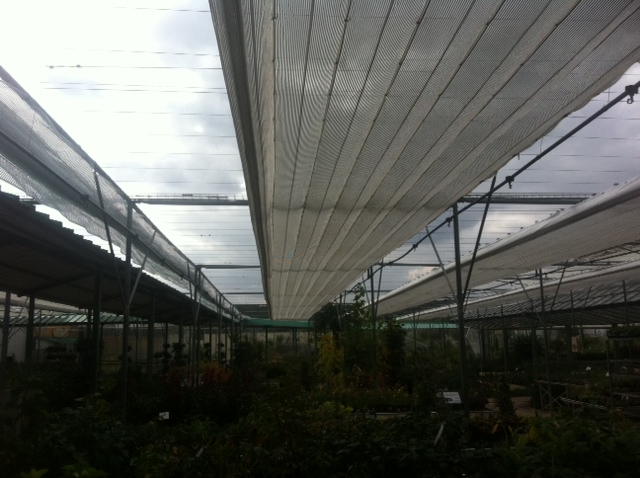
Schaduwhal.

Een schaduwhal is een installatie om vollegrondsteelt te beschermen.
Daartoe wordt op een simpele onderbouw een scherminstallatie gemonteerd, zodat er, als het scherm wordt opengeschoven, een situatie ontstaat waardoor telen mogelijk wordt in de buitenlucht. Bij extreme weersomstandigheden kan het scherm worden gesloten om de teelt te beschermen.